# St. Antonii-Brüderschaft Stade
Die St. Antonii-Brüderschaft ist die zweitälteste der vier noch bestehenden Stader Brüderschaften. Sie wurde 1439 zu Ehren Gottes und der Heiligen Antonius, Cosmas und Damian gegründet.

## Geschichte
Stifter waren neun Stader Bürger. Sie verpflichteten sich, jeden Dienstag in der Kirche St. Cosmae acht armen Menschen je ein Brot, ein Pfund Speck und einen Pfennig Lübisch zu geben. Die Anzahl der Mitglieder war auf 24 beschränkt. Ihr gehörten Mitglieder der Landesverwaltung wie auch der Ritterschaft an. Während der Schwedenzeit waren vor allem leitende Beamte in der Brüderschaft vertreten. Im 18. und 19. Jahrhundert hatte die Brüderschaft schon mehr als 24 Brüder, die zu einem großen Teil Beamte, Militärs und Juristen waren.
Die Brüderschaft beschränkte sich nicht nur auf direkte Gaben. So unterstützte sie im 17. Jahrhundert die Gemeine Stadtarmenkasse.
Auch heute sind noch die Stiftungszwecke wie die Vergabe von Almosen, Stipendien und Unterstützungen erhalten geblieben.
Im 18. Jahrhundert hatte die Brüderschaft, die sich hauptsächlich durch Zins-, Pacht- und Mieteinnahmen finanzierte, wie auch die anderen Brüderschaften, erhebliche Probleme. Die Mitgliedszahlen gingen von 30 (1706) über 19 (1721) auf bis nur noch 10 Brüder (1730) zurück. Das führte dazu, dass auch das jährliche Stiftungsfest, das 1728 noch 2 Tage dauerte und 4 Taler pro Bruder kostete, schon 1732 auf einen Tag verkürzt wurde und nur 2 Taler von den Brüdern gefordert wurde. Eine Besonderheit des Stiftungsfest gibt es noch heute: Die St. Antonii-Brüderschaft feiert ihr Stiftungsfest jährlich am Dienstag nach Laetare, allerdings nur alle 50 Jahre mit den Frauen der Brüder.
Die Brüderschaft verfügt über einen historisch gewachsenen Bestand an silbernen Pokalen, von denen der älteste, der sog. Renaissance Pokal aus der Werkstatt des 1611 gestorbenen Stader Goldschmiedemeisters Joachim Ruge stammt. Der sog. Buckel-Pokkal ist vermutlich 1649 vom Generalfeldmarschall Carl Gustav Wrangel gestift worden. Ein weiterer 1703 in Hamburg angefertigter Pokal wurde vom Generalgouverneur Nicolaus Gyldenstern, der 1699 in die Brüderschaft aufgenommen wurde, gestiftet. Der jüngste Pokal ist eine Schale und Tablett aus dem Jahr 1989 zum 550. Stiftungsfest gestiftet, der vom Lilienthaler Silberschmied Christoph Diemer stammt.  Insgesamt kommt dem Silber der Brüderschaft ein außerordentlich hoher kulturgeschichtlicher und künstlerischer Wert zu.
1989 waren 14,8 % der Brüder der staatlichen Verwaltung und Justiz, 2,8 % dem Militär zuzurechnen, 10,2 % waren Gutsbesitzer und 40,7 % waren Anwälte, Lehrer und Ärzte, 3,7 % gehörten der kommunalen Verwaltung an, 15,7 % waren Kaufleute und 10,2 % Geistliche.

## Senioren
- 1754–1763 Christian Benten, Bürgermeister
- 1763–1773 Johann Hinrich von der Decken gen. Offen
- 1773–1791 Johann Hinrich Pratje, Generalsuperintendent
- 1791–1800 J. N. Haltermann, Hofrat
- 1800–1806 J.C. Ecks, Regierungssekretär
- 1806–1809 A.A. Watermeyer, Konsistorialrat
- 1809–1815 E.F. v. Willich, Justizrat
- 1815–1816 D. v. Wehner, Rat
- 1816–1839 J.F. Müller, Oberstleutnant
- 1839–1844 G. Haltermann, Regierungsrat
- 1844–1849 F.F. v. Engelbrechten, Justizrat
- 1851–1870 Wedekind, Konsistorialrat
- 1870–1875 E.W.G. Schlüter, Obergerichtsanwalt
- 1875–1877 Heinrich Wilhelm Hagedorn, Medizinalrat
- 1877–1895 Karl Ludwig Neubourg, Bürgermeister, Ehrenbürger der Stadt Stade
- 1895–1897 Eduard Brackmann, Landsyndikus
- 1897–1904 A. Woltmann, Pastor
- 1904–1910 J. Christian Kerstens, Ziegeleibesitzer
- 1901–1912 Robert Stecher, Apotheker
- 1913–1915 Bernhard Bahr, Landgerichtsdirektor
- 1915–1936 Eduard Ruckert, Sanitätsrat
- 1936–1947 Friedrich Tiedemann, Sanitätsrat
- 1950–1960 Otto Cornelsen, Weinhändler
- 1960–1968 Hans Wohltmann, Oberstudiendirektor des Athenaeum Stade
- 1968–1977 Kurt Siegel, Frauenarzt
- 1977–1990 Thassilo von der Decken, Oberkreisdirektor a. D. des Landkreises Stade
- 1990–1994 Friedmann Koller, Buchhändler
- 1994–2003 Ulrich Römer, Steuerberater
- 2003–2009 Kurt Tielmann, Apotheker
- 2009–2024 Christian Feneis, Studiendirektor
- seit 2024 Georg von der Decken, Rechtsanwalt und Notar

## Bekannte Mitglieder
- Otto Casmann, 1598
- Leonhard von der Borgh, 1638
- Nils Gyllenstierna, 1699
- Johann Hinrich Pratje, 1749, auch Senior
- G. von Goeben, 1794
- Kaspar Detlev von Schulte, 1794[2]
- Karl Ludwig Neubourg, 1839
- Carl Diercke, 1877
- Emil Freudentheil, 1876
- Hans Wohltmann, 1929
- Martin Boyken, 1951
- Martin Kruse, 1976
- Arnd Siegel, 1982
- Jürgen Johannesdotter, 1995
- Gunter Armonat, 2002